# Joseph Fouché
Joseph Fouché (franskt uttal: [ʒozɛf fuʃe]), född 21 maj 1759 i Nantes, död 25 december 1820 i Trieste, fransk revolutionspolitiker, polisminister i Paris.

## Biografi
Fouché uppfostrades i och var därefter under flera år lärare av Oratorianordens läroanstalter. Han blev senare medlem av konventet, och röstade där för Ludvig XVI:s avrättning, något som senare kom att påverka hela hans senare liv. Som konventets kommissarie i Nantes och Lyon undertryckte Fouché blodigt revolutionens motståndare. Även om han hade mindre andel i utrensningarna än Jean-Marie Collot d'Herbois, fick han snabbt rykte som en av skräckväldets mer fruktade bödlar. Hans fiende, Robespierre lät senare återkalla honom till Paris, och ett intensivt intrigspel mellan de båda började, som slutade först med Thermidorkrisen och Robespierres avrättning. Själv skördade Fouché ingen omedelbar fördel av statskuppen, och levde ett obemärkt liv, men lyckade småningom grunda en förmögenhet och utsågs 1799 till republikens minister, först hos den cisalpinska och sedan den Bataviska republiken.
I juli 1799 blev han genom Paul Barras och Emmanuel Joseph Sieyès inflytande polisminister. Han uppträdde oberoende mot sina överordnade och utvecklade en sällsynt administrativ skicklighet. Så småningom ombildade han polisen till en fruktansvärd makt, och byggde upp ett effektivt spionväsen som i hemlighet läste igenom såväl revolutionärers som regeringsmedlemmars brev både inom landet och utomlands och kartlade deras intriger, kärleksaffärer och annat som kunde vara av nytta för polismakten. Politiskt ådagalade han vid förståelse och eftersträvade då liksom under sin fortsatta karriär en stark polismakt, som kunde konsolidera revolutionens vinster. Han uppmuntrade Napoleon Bonaparte i november 1799 och var under konsulatet verksam vid landets omorganisation och pacificerade de södra och västra provinserna.
Då han stödde oppositionspartierna på vänsterflygeln bekämpade han förslaget att ge Napoleon konsulat på livstid, kom hans polisministerämbete att upplösas 15 september 1802. Fouché utsågs dock till senator och fick en stor gratifikation. När polisministerposten på nytt upprättades 1804, blev Fouché på nytt utnämnd. Han blev av kejsar Napoleon I år 1808 upphöjd till greve i primogenitur och följande år till hertig (likaledes i primogenitur) samt Napoleons polisminister. Hans inflytande i alla kretsar var oerhört, och i realiteten var han näst efter Napoleon själv landets mäktigaste man. Fouché stödde Naopleon, så länge denne verkade för ordning och tryggande av revolutionens reformverk, men bekämpade hans autokratiska tendenser och erövringslusta. Han kvävde chouanernas och rojalisternas propaganda, övervakade de återvända emigranterna, sökte avlägsna dem från hovet och försvarade de genom revolutionen införda ägandeförhållanden. Därutöver hävdade han, att staten borde stå över och utanför olika religiösa samfund. Som inrikesminister under tiden juni-oktober 1809 visade han stor handlingskraft och uppbådade hela nationalgardet för att möta britternas landstigning vid Walcheren.
Han överskred därvid sin maktbefogenhet och desavouerades av Napoleon, som aldrig ansåg sig i politiken kunna lita på Fouché. I själva verket underhöll Fouché sedan 1808 förbindelser med Charles Maurice de Talleyrand. När han nu inledde förhandlingar med Wellington, togs detta som anledning till hans avsked 3 juni 1810. Skrämd av Napoleons hotelser, flydde Fouché till Italien, men återkom senare och förde ett livligt sällskapsliv på sina gods i Frankrike. För att avlägsna honom från landet sände Napoleon honom till de illyriska provinserna. Fouché visade stor skicklighet i sitt styre här, men stod maktlös inför österrikarnas invasion. 1813 sändes han att underhandla med Joachim Murat i Neapel men misslyckades och återvände till Florens, där han undertecknade överenskommelsen i Lucca om de franska truppernas utrymmande av mellersta Italien.
Han återvände till Frankrike och lyckades nå Paris, dock först efter Napoleons abdikation. Han insattes av Talleyrand i den provisoriska regeringen och utnämndes av Napoleon under de hundra dagarna till polisminister. Med dennes medgivande inledde Fouché underhandlingar med de allierade, vilka strax övertygade honom, att kejsardömet saknade alla möjligheter till fortbestånd. Fouché inriktade då sina strävanden på att göra Frankrike kvitt Napoleon och framtvingade efter slaget vid Waterloo Napoleons tronavsägelse.
Själv blev han medlem av den regeringskommission, vars bildande han tagit initiativ till. Inför det hopplösa läget tillråde han kapitulationen av Paris 4 juli 1815 samt kungadömets återupprättande. Av Ludvig XVIII utsågs Fouché till polisminister och han försökte nu att få kungadömet att acceptera revolutionens reformer. Inför den rojalistiska reaktionen stod han dock maktlös. På grund av den ultrarojalistiska kammarens påtryckningar måste han 15 september 1815 avgå. Fouché utsågs till minister i Dresden, men enligt lagen mot "kungamördarna" 5 januari 1816 dömdes han till landsförvisning och skildes från sin befattning.
Fouché flydde till Österrike, där han, övervakad av polisen, fick tillstånd att vistas i Prag, sedan i Karlsbad och Triest. Förgäves uppbjöd han alla sina kontakter för att utverka rätt att få återkomma till Frankrike. Han avled i Triest.
Han förhindrade flera attentatsförsök mot Napoleon. Landsförvisades 1816 och med hans yngre söner Armand Cyriaque Francois (1800-1878) och Paul Athanase (1801-1886), tredje och fjärde hertig d'Otrante, kom ätten 1822 till Sverige, där den ännu lever och är landets enda hertigliga familj utanför kungahuset.